# Caudiès-de-Conflent
Caudiès-de-Conflent (în catalană Cauders) este o comună în departamentul Pyrénées-Orientales din sudul Franței. În 2009 avea o populație de 13 de locuitori.

## Evoluția populației
| An        | 1975 | 1982 | 1990 | 1999 | 2006 | 2009 |
| --------- | ---- | ---- | ---- | ---- | ---- | ---- |
| Populație | 6    | 2    | 2    | 6    | 11   | 13   |